# Fedelm Noíchrothach
Fedelm Noíchrothach (nove volte bella), conosciuta anche come Fedelm Noíchride (nove cuori o cuore fresco) è la figlia di Conchobar mac Nessa nella Ciclo dell'Ulster della mitologia irlandese. 
Sposò Cairbre Nia Fer, re di Tara, ma fu infedele. In seguito lasciò il marito per Conall Cernach.